# رأس تاقرماس

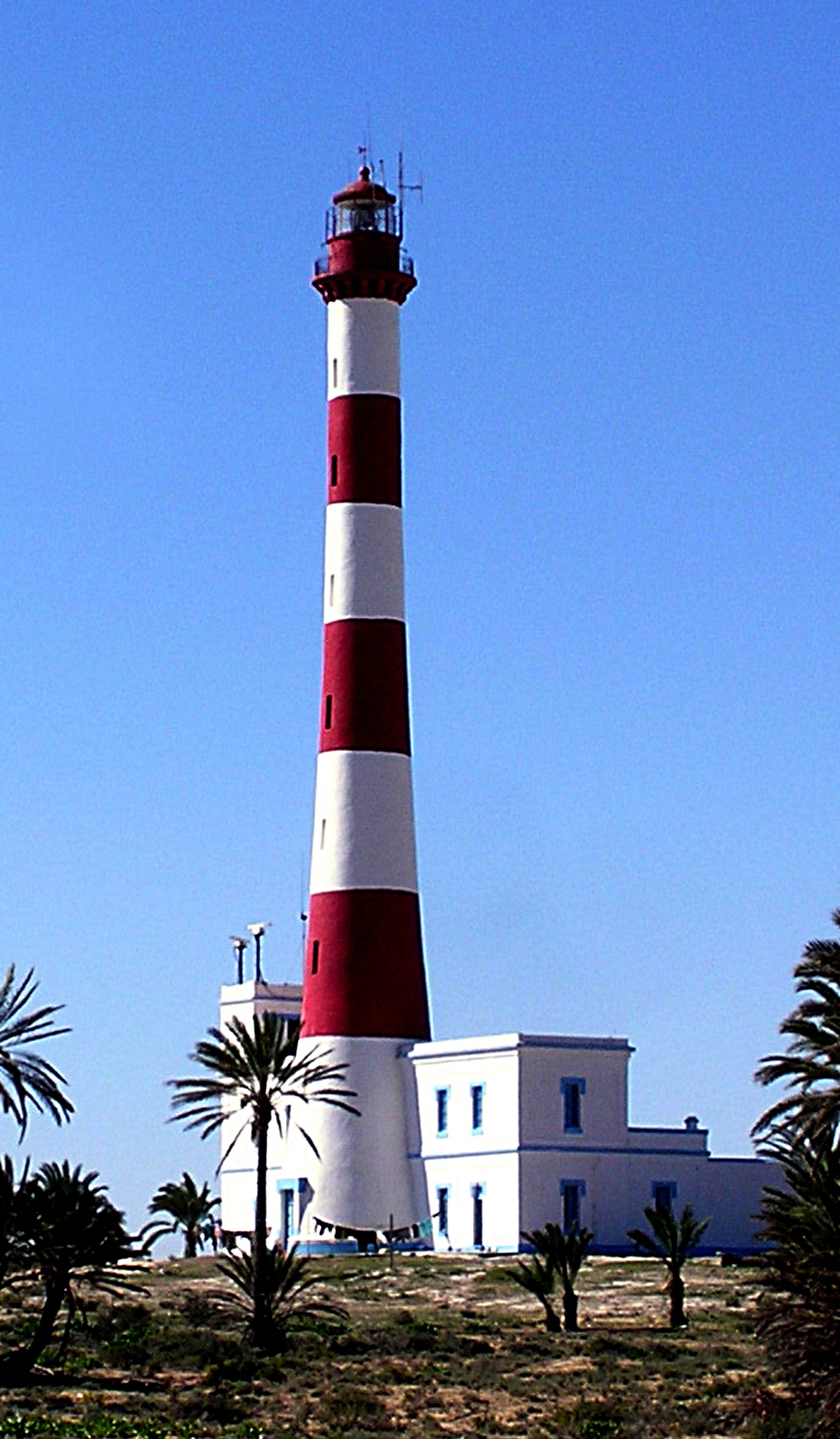
ناظور رأس تاقرماس

رأس تاقرماس هو رأس بشمال شرقي جزيرة جربة التونسية، أقرب مدن الجزيرة إليه هي ميدون.
أوّل إنارة لناظور تاقرماس (منارة تاقرماس) كانت في شهر أغسطس 1895، وهو يقع في منطقة تاقرماس، وجاءت تسمية تاقرماس وهيا كلمة أمازيغية على لقب عائلة القرماسي أصيلي جزيرة جربة . وتقع المنارة على الساحل الشمالي الشرقي للجزيرة شرق مدينة ميدون، حيث تعلو سبخة تتدفق خلالها مياه البحر أثناء المد العالي. كما تعتبر أعلى منارة في تونس، و تعتبر واحدة من أول المنارات المبنية بالإسمنت. ويعتبر ناظور تاقرماس أعلى منارة بالجزيرة، وهو برج يبلغ ارتفاعه 54 مترا مبني على هضبة صخرية ذات علو 20 مترا عن سطح البحر.
بنيت منارة أو ناظور تاقرماس، كما يحلوا لأهل الجزيرة تسميتها، حوالي سنة 1885، بأمر من باي تونس، ولها إشارة يصل مداها 32 ميلا بحريا. برج منارة تاقرماس مخروطي الشكل مع فانوس ومعرض، وتحتها منزل الحراس مكون من طابقين. ويزينها طلاء في شكل أشرطة أفقية حمراء وبيضاء اللون، وفانوس أحمر.
| رأس تاقرماس |